# Зайдлер, Хельга
Хельга Зайдлер (Фишер) (нем. Helga Seidler (Fischer); род. 5 августа 1949, Oberneuschönberg, Саксония) — восточно-германская легкоатлетка (бег на короткие дистанции), чемпионка Европы, чемпионка летних Олимпийских игр 1972 года в Мюнхене, рекордсменка мира.

## Карьера
Специализировалась в беге на 400 метров. Она занималась в спортивном клубе «SC Karl-Marx-Stadt». Её тренером был Ганс Хирт. В 1971 году на чемпионате Европы в Хельсинки Зайдлер стала двукратной чемпионкой Европы — в беге на 400 метров и эстафете 4×400 метров. В том же году она дважды обновляла рекорд ГДР в беге на 400 метров, доведя его до 52,1 с.
На Олимпиаде в Мюнхене Зайдлер выступала в беге на 400 метров и эстафете 4×400 метров. В первом виде она заняла 4-е место с результатом 51,86 с. В эстафете команда ГДР (Дагмар Кёслинг, Рита Кюне, Хельга Зайдлер, Моника Церт), за которую Зайдлер бежала на третьем этапе, преодолела дистанцию за 3:22,95 с (мировой рекорд), опередив команды США (3:25,15 с) и ФРГ (3:26,51 с).
В составе эстафетной команды ГДР Зайдлер в 1971—1972 годах установила четыре рекорда мира.
После ухода из большого спорта она выучилась на ткачиху, а впоследствии работала учителем физкультуры, была тренером в своём спортивном клубе. Одним из её воспитанников был призёр чемпионата Европы, чемпион и призёр чемпионатов мира Рико Лидер, который также специализировался в беге на 400 метров. Позже она работала в спортивной программе страховой компании. В 2004 году Зайдлер Спортивной ассоциацией города Мюнстера была награждена Спортивным Оскаром.